# Roberto Bruzzone
Roberto Bruzzone (ur. ? – zm. ?) – argentyński piłkarz, grający podczas kariery na pozycji obrońcy i pomocnika.

## Kariera klubowa
Roberto Bruzzone rozpoczął piłkarską karierę w CS Palermo w 1920. W następnym roku występował w klubie Del Plata Buenos Aires. W latach 1926–1930 występował w Sportivo Palermo. Potem występował jeszcze w Ferro Carril Oeste.

## Kariera reprezentacyjna
W reprezentacji Argentyny Bruzzone występował w latach 1920-1921. W reprezentacji zadebiutował 25 września 1920 w wygranym 2-0 meczu z Brazylią, podczas Mistrzostw Ameryki Południowej.
Ostatni raz w reprezentacji wystąpił 14 kwietnia 1921 w zremisowanym 2-2 towarzyskim meczu z Paragwajem. Ogółem w barwach albicelestes wystąpił w 10 meczach.
| Mecze i gole w reprezentacji | Mecze i gole w reprezentacji | Mecze i gole w reprezentacji | Mecze i gole w reprezentacji | Mecze i gole w reprezentacji | Mecze i gole w reprezentacji | Mecze i gole w reprezentacji |
| #                            | Data                         | Miasto                       | Przeciwnik                   | Gol                          | Wynik                        | Rozgrywki                    |
| ---------------------------- | ---------------------------- | ---------------------------- | ---------------------------- | ---------------------------- | ---------------------------- | ---------------------------- |
| 1.                           | 25.09.1920                   | Valparaíso                   | Brazylia                     |                              | 2:0                          | Copa América                 |
| 2.                           | 07.04.1921                   | Asunción                     | Paragwaj                     |                              | 1:3                          | towarzyski                   |
| 3.                           | 14.04.1921                   | Asunción                     | Paragwaj                     |                              | 2:2                          | towarzyski                   |